# Albert Roussel
Albert Charles Paul Roussel (født 5. april 1869, død 23. august 1937) var en fransk komponist.
Rejser til Indien og Sydøstasien tilførte hans musik eksotiske træk. Han har komponeret 4 symfonier, orkesterværker, koncertmusik, kammermusik, sange, operaer og balletter.
Hans fineste værker lyser af lyrisk intensitet og personlig klangkolorit.

## Udvalgte værker
- Symfoni nr. 1 "Skovdigtet" (1904-1906) - for orkester
- Symfoni nr. 2 (1919–1921) - for orkester
- Symfoni nr. 3 (1929–1930) - for orkester
- Symfoni nr. 4 (1934) - for orkester
- Sinfonietta (1934) - for strygeorkester
- "Evokationer" (1910-1911) - for orkester
- Klaverkoncert (1927) - for klaver og orkester
- Koncert(1926-1927) - for kammerorkester
- "Suite" (1926) - for orkester
- "Til en forårsfest" (Symfonisk digtning) (1920) - for orkester
- "Lille suite" (1929) - for orkester
- "Flamsk Rapsodi" (1936) - for orkester